# Podalonia afghanica
Podalonia afghanica är en biart som beskrevs av Vladimir Balthasar 1957. Podalonia afghanica ingår i släktet Podalonia och familjen grävsteklar. Inga underarter finns listade i Catalogue of Life.